# Toby Leonard Moore
Toby Leonard Moore (Sydney, 28 april 1981) is een Australisch acteur. Hij is mede bekend van zijn rol als James Wesley in de serie Daredevil.

## Biografie
Moore werd geboren in Sydney en verhuisde op zijn elfde met zijn familie naar Hobart op Tasmanië. Zijn acteercarrière begon voornamelijk met het nasynchroniseren van Chinese films in het Engels. In 2015 werd hij gecast in de serie Daredevil als James Wesley, de assistent van Wilson Fisk / Kingpin. Een jaar later werd hij een onderdeel van de cast van Billions, als een van de hoofdrollen, Bryan Connerty.
Hij is getrouwd met de eveneens Australische actrice Michelle Vergara Moore.

## Filmografie

### Films
| Jaar | Film                  | Rol                      | Opmerkingen   |
| ---- | --------------------- | ------------------------ | ------------- |
| 2005 | The Promise           | Wuhan                    | stem          |
| 2006 | Rob-B-Hood            | Octopus                  | stem          |
| 2007 | Taxi 4                | Émilien Coutant-Kerbalec | stem          |
| 2007 | Murder in the Outback | Paul Faconio             | televisiefilm |
| 2014 | John Wick             | Victor                   |               |
| 2020 | Mank                  | David O. Selznick        |               |
| 2021 | American Insurrection | The Founder              |               |
| 2024 | The Moogai            | Dr. Barnes               |               |

### Televisie
| Jaar      | Film                        | Rol                       | Afleveringen* |
| --------- | --------------------------- | ------------------------- | ------------- |
| 2010      | The Pacific                 | Sergeant Stone            | 6             |
| 2010      | Underbelly: The Golden Mile | Sergeant Dave             | 5             |
| 2014      | White Collar                | Jim Boothe                | 2             |
| 2015      | Daredevil                   | James Wesley              | 10            |
| 2016–2023 | Billions                    | Bryan Connerty            | 51            |
| 2020      | Condor                      | Gordon Piper              | 8             |
| 2021      | The Unusual Suspects        | Jordan Waters             | 4             |
| 2022      | Mystery Road: Origin        | Abe                       | 6             |
| 2023      | The Blacklist               | Congressman Arthur Hudson | 8             |
| 2023–2025 | Bay of Flies                | Jeremiah                  | 15            |

* Exclusief eenmalige gastrollen